# Bila (Tschortkiw)
Bila (ukrainisch Біла; russisch Белая Belaja, polnisch Biała) ist ein Dorf in der ukrainischen Oblast Ternopil mit 3595 Einwohnern (2018).

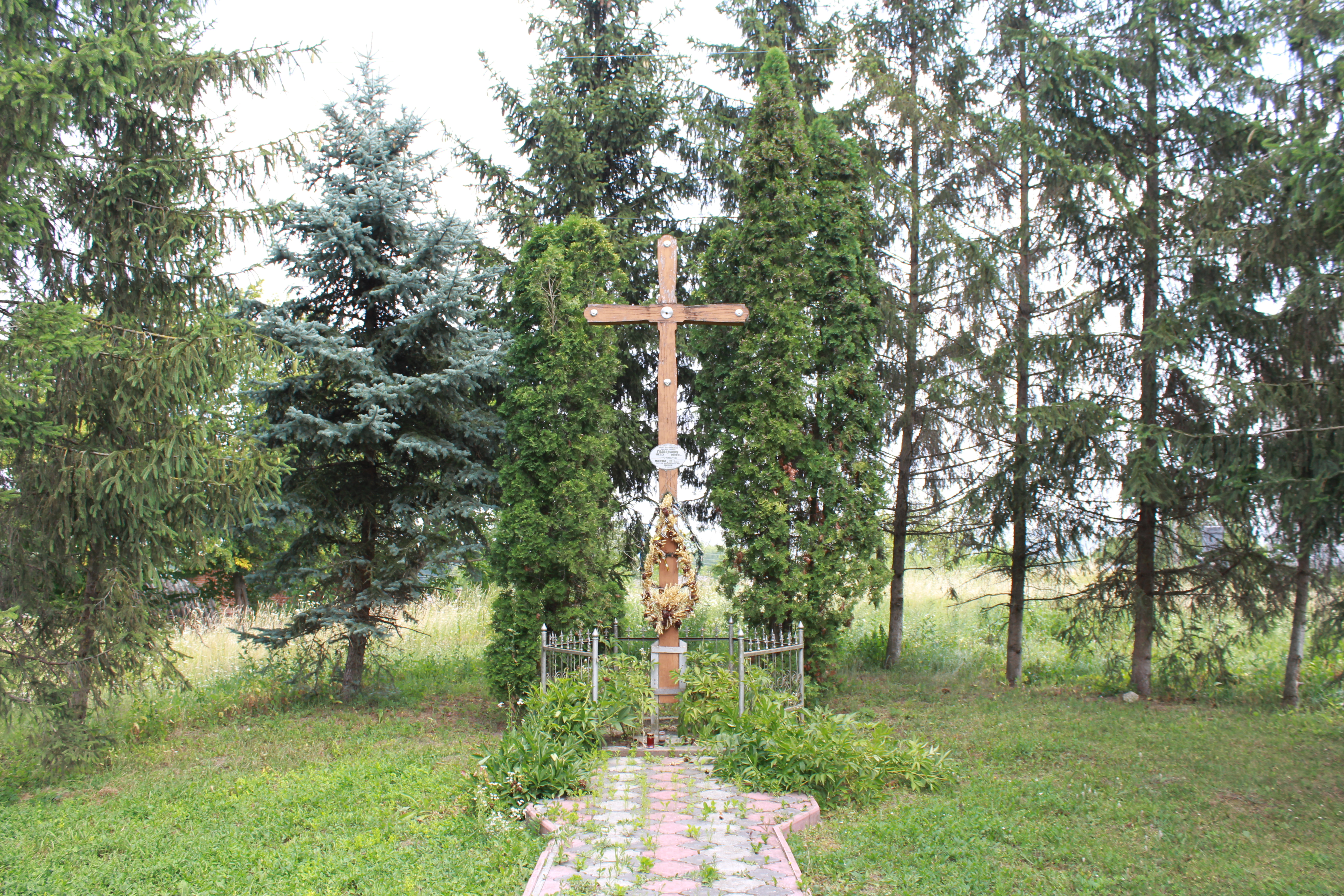
Mahnmal an die Opfer des Holodomor

Das 1442 erstmals schriftlich erwähnte Dorf liegt am rechten Ufer des Seret 5 km nordwestlich vom Rajonzentrum Tschortkiw und 80 km südlich vom Oblastzentrum Ternopil. Südwestlich vom Dorf verläuft die Territorialstraße T–20–01. Bila besitzt eine Bahnstation an den Bahnstrecken Butschatsch–Jarmolynzi und Tschortkiw–Luschany.
Am 24. Dezember 2019 wurde das Dorf ein Teil der neu gegründeten Stadtgemeinde Tschortkiw im Rajon Tschortkiw, bis dahin bildete sie die Landratsgemeinde Bila (Білівська сільська рада/Biliwska silska rada) im Norden des Rajons.